# David Bruce (attore)
David Bruce, pseudonimo 
di Marden Andrew McBroom (Kankakee, 6 gennaio 1914 – Hollywood, 3 maggio 1976), è stato un attore statunitense, apparso in numerosi film, oltre 70, tra il 1940 e il 1956.
Era il padre di Amanda McBroom, cantautrice ed attrice statunitense.

## Filmografia parziale

### Cinema
- L'uomo che parlò troppo (The Man Who Talked Too Much), regia di Vincent Sherman (1940)
- Lo sparviero del mare (The Sea Hawk), regia di Michael Curtiz (1940)
- La vita di Giulio Reuter (Dispatch from Reuter's), regia di William Dieterle (1940)
- I pascoli dell'odio (Santa Fe Trail), regia di Michael Curtiz (1940)
- Il lupo dei mari (The Sea Wolf), regia di Michael Curtiz (1941)
- La femmina di Singapore (Singapore Woman), regia di Jean Negulesco (1941)
- Il sergente York (Sergeant York), regia di Howard Hawks (1941)
- I falchi di Rangoon (Flying Tigers), regia di David Miller (1942)
- The Mad Ghoul, regia di James Hogan (1943)
- Gung Ho! ('Gung Ho!': The Story of Carlson's Makin Island Raiders), regia di Ray Enright (1943)
- Cinque maniere di amare (Ladies Courageous), regia di John Rawlins (1944)
- California (Can't Help Singing), regia di Frank Ryan (1944)
- Salomè (Salome Where She Danced), regia di Charles Lamont (1945)
- Due pantofole e una ragazza (Lady on a Train), regia di Charles David (1945)
- Stanotte t'ho sognato (That Night with You), regia di William A. Seiter (1945)
- Le avventure di Don Giovanni (Adventures of Don Juan), regia di Vincent Sherman (1948)
- L'isola dei pigmei (Pygmy Island), regia di William Berke (1950)
- I divoratori della giungla (Cannibal Attack), regia di Lee Sholem (1954)
- I giustizieri del Kansas (Masterson of Kansas), regia di William Castle (1954)
- Jungle Hell, regia di Norman A. Cerf (1956)

### Televisione
- General Electric Theater – serie TV, episodio 3x22 (1955)

## Doppiatori italiani
- Renato Turi in Il sergente York